# NGC 751
NGC 751 è una galassia ellittica situata nella costellazione del Triangolo, a una distanza di circa 235 milioni di anni luce dalla nostra Via Lattea.

## Scoperta
La galassia è stata scoperta l'11 ottobre 1850 dall'astronomo irlandese Bindon Stoney.

## Descrizione
NGC 750 e NGC 751 formano una coppia di galassie in interazione gravitazionale.

## Gruppo di NGC 777
NGC 751 fa parte del Gruppo di NGC 777. Questo gruppo comprende almeno 13 galassie, tra cui NGC 750, NGC 761, NGC 777, NGC 783, NGC 785 e NGC 789.